# Weißbindiger Mohrenfalter

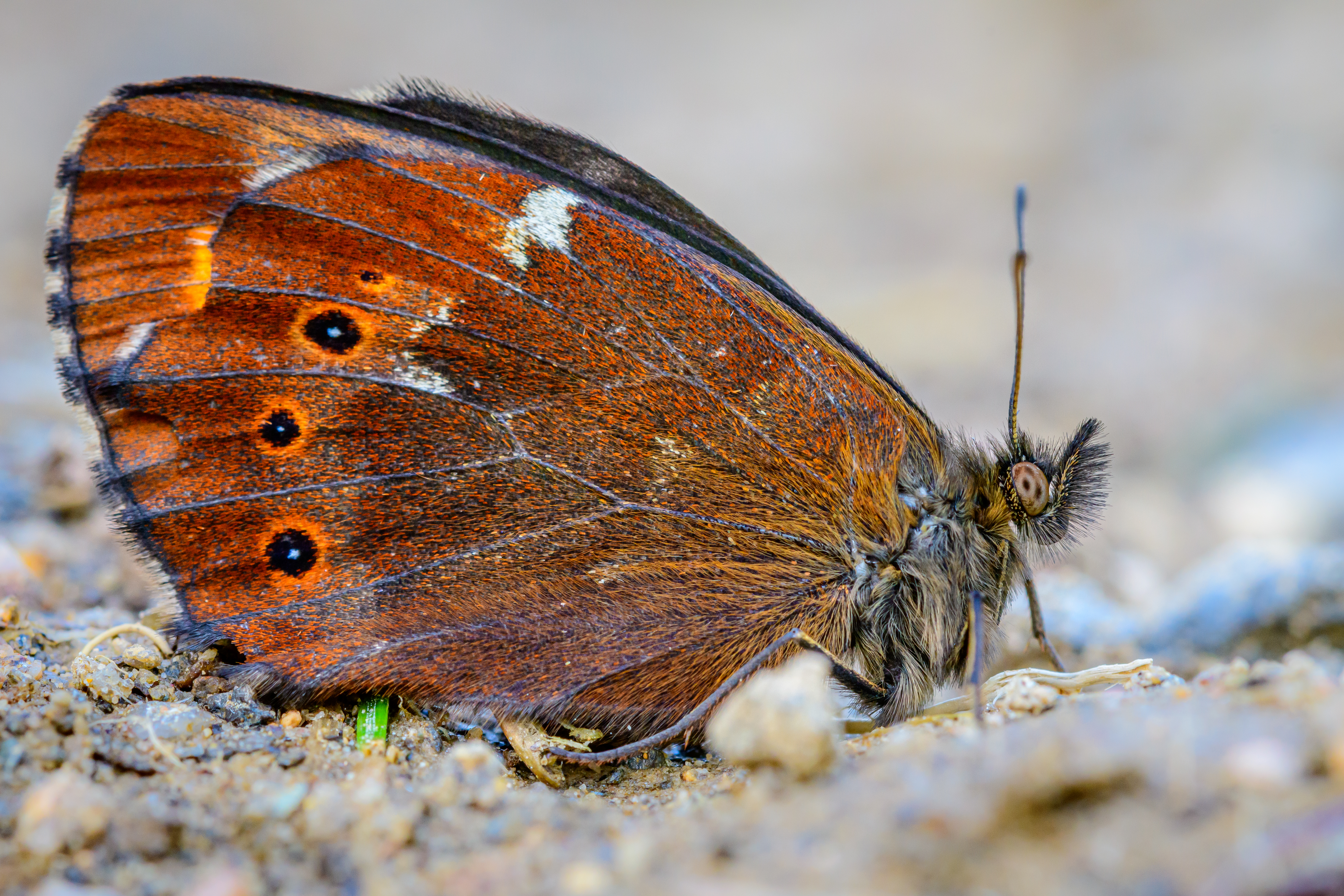
Weißbindiger Mohrenfalter mit geschlossenen Flügeln

Der Weißbindige Mohrenfalter (Erebia ligea) ist ein Schmetterling (Tagfalter) aus der Familie der Edelfalter (Nymphalidae), innerhalb der Unterfamilie der Augenfalter (Satyrinae). Für die Art sind in der neueren Literatur eine ganze Reihe von deutschen Trivialnamen in Gebrauch: Großer Mohrenfalter, Rostbindiger Mohrenfalter, Waldhochgrasflur-Weißsprenkelmohr, Milchfleck, Weißband-Mohrenfalter und Waldmohrenfalter.

## Merkmale
Der Weißbindige Mohrenfalter erreicht eine Flügelspannweite von 42 – 54 mm. Die Größe variiert etwas nach Region, Höhenstufe und Unterart. Die Grundfarbe der Oberseiten der Flügel der Falters variieren von hellgraubraun bis schwarzbraun. Sie weisen ein unterschiedlich breites braunrotes, orangerotes bis fast gelblichbraunes Band mit meist vier, z. T. weißgekernten schwarzen Augenflecken auf. Gelegentlich kann ein zusätzlicher Fleck vor oder hinter den vier Flecken auftreten, selten kann auch einer der sonst üblichen vier Flecke fehlen. Einige Flecke können auch sehr viel kleiner als die übrigen Flecke sein. Gelegentlich stehen zwei Flecke, meist die beiden vorderen, sehr dicht zusammen und verschmelzen zu einem Doppelfleck. Die Hinterflügeloberseite zeigt meist drei schwarze, zum Teil gekernte Augenflecke. Die Fransen sind schwarz-weiß gescheckt.

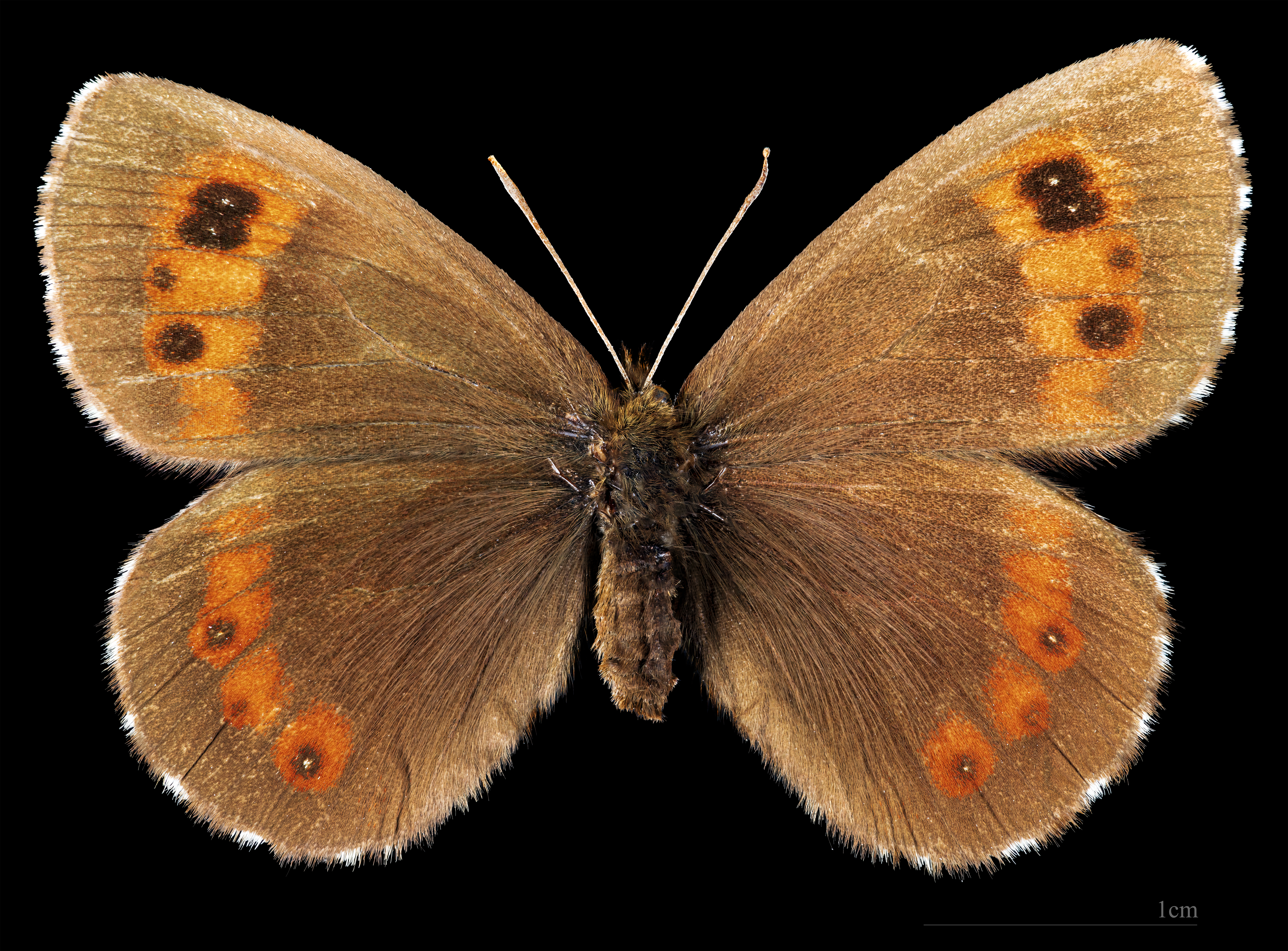
Erebia ligea ligea ♀
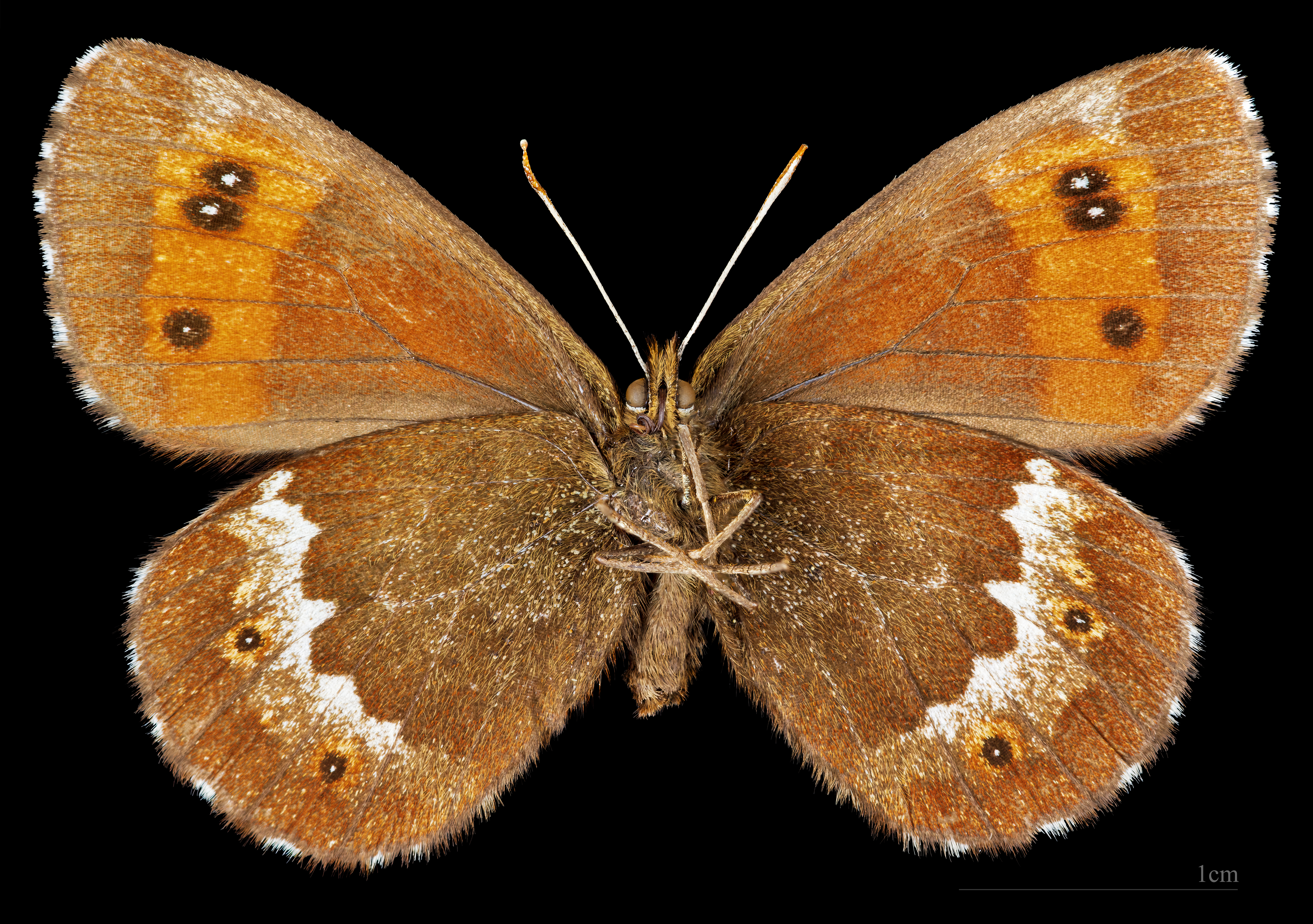
Erebia ligea ligea  ♀ △

Die Unterseite der Vorderflügel entsprechen in Färbung und Zeichnung im Wesentlichen der Oberseite. Die Binden sind häufig aber etwas breiter und oft auch etwas heller. Die Unterseite der Hinterflügel differiert dagegen etwas stärker von der Oberseite: auf einer dunkelbraunen Grundfärbung die sehr charakteristische weiße Begrenzung (Binde) der Diskalregion nach außen hin (Milchfleck). Diese weiße Binde kann bei manchen Exemplare stark reduziert und auf R-M2 beschränkt sein. Gelegentlich kann eine zweite, schmale, fleckenförmige weiße Binde die Wurzelregion nach außen hin begrenzen. Die rotbraune Binde kann auch annähernd die Farbe des Saumfeldes annehmen und stark verdunkelt oder auch aufgehellt sein. Die Augenflecke können sich bei verdunkelter Binde und Saumfeld, sofern sie nicht weiß gekernt sind kaum von der Grundfarbe abheben oder auch braunrot gerandet sein.
Das Ei ist in der Grundfarbe oval mit einem schwächer abgeplatteten oberen Ende und einer stärker abgeplatteten Basis. Es ist nach der Ablage zunächst gelblichweiß. Nach einigen Tagen wird es gelblich, bevor dann feine dunkelbraune bis rötlichbraune Punkte auftreten, die das Ei bräunlich erscheinen lassen. Gelegentlich fehlt diese Punktierung auch und das Ei ist beigegelb. Die Oberfläche weist 14 bis 18 Längsrippen auf.
Insgesamt werden fünf Raupenstadien gebildet. Die Eiraupe besitzt einen im Verhältnis zum Körper sehr großen Kopf, dieser verjüngt sich zum Hinterende zu stark. Die erwachsene Raupe wird bis etwa 22 mm lang. Die Grundfarbe ist hellbeige bis cremefarben. Die bräunliche, heller gefasste Rückenlinie ist auf den vorderen Segmenten nur schwach, auf den hinteren Segmenten etwas deutlicher ausgebildet. Nebenrückenlinien und Seitenlinien sind etwas heller, aber ebenfalls nur schwach ausgebildet und fehlen teilweise vor der Verpuppung völlig. Die Farbe des Kopfes variiert von hellbraun bis braun. Die Raupe ist für Erebia-Arten relativ stark behaart. Die längsten, schwach bedornten Haare auf dem 3. Abdominalsegment werden bis 0,8 mm lang.
Der Kopf, der Thorax und die Flügelscheiden der gedrungen wirkenden Puppe sind hellgelblich-bräunlich. Das Abdomen ist etwas heller gefärbt. Die Zeichnung, bestehend aus einem annähernd regelmäßigen Punktmuster ist schwarzbraun, die Stigmen sind orangebraun gefärbt.  Der Kremaster ist kegelförmig und in zwei Spitzen ausgezogen, ansonsten aber nicht beborstet.

### Ähnliche Arten
Der Weißbindige Mohrenfalter unterscheidet sich vom Weißbindigen Bergwald-Mohrenfalter (Erebia euryale) durch die milchweiße Binde auf der Unterseite der Hinterflügel. Gelegentlich sind die Arten anhand dieses Merkmals (stark reduzierte Binde!) auch nur schwer zu unterscheiden. Weitere Unterscheidungsmerkmale sind: eine höhere, mit bloßem Auge im Gegenlicht erkennbare Konzentration von Duftschuppen auf der Oberseite der Vorderflügel der Männchen, eine klare Begrenzung der Submarginalbinde wurzelwärts auf der Unterseite der Vorderflügel der Weibchen sowie Unterschiede im Geschlechtsapparat von Männchen und Weibchen. Der Graubindige Mohrenfalter (Erebia aethiops) hat eine klar gegen die Wurzelregion der Vorderflügelunterseite begrenzte rotgelbe Binde und besitzt außerdem einheitlich graubraune Fransen.

## Geographische Verbreitung und Lebensraum
Der Weißbindige Mohrenfalter lebt in den Mittelgebirgen Mitteleuropas, in den Alpen und deren Vorländern, in Skandinavien, dem Baltikum und in weiten Teilen des mittleren und nördlichen Russland. Die Art fehlt in weiten Teilen Frankreichs (mit Ausnahme des Alpengebiets und eines kleinen isolierten Vorkommen im französischen Zentralmassiv), weitgehend in den Beneluxstaaten (Ausnahme: in den Ardennen) und in Norddeutschland, in Dänemark, auf den Britischen Inseln, auf der Iberischen Halbinsel und weitgehend auch auf der Apenninhalbinsel. Hier kommt sie nur in höheren Teilen des Apennin vor. In Südosteuropa erstreckt sich das Verbreitungsgebiet in den Gebirgen der Balkanhalbinsel bis nach Nordgriechenland. Im Osten zieht sich das Verbreitungsgebiet durch Sibirien bis in den Russischen Fernen Osten, Nordchina, Korea und Japan.
Der Falter bevorzugt lichte, meist auch etwas feuchte Wälder und Waldlichtungen, in denen noch Gräser und Blütenpflanzen gedeihen können. In den mitteleuropäischen Mittelgebirgen ist er auf einer Höhe von etwa 500 bis über 1400 Meter anzutreffen, in den Alpen (Ofen-Pass) bis auf 1900 m. In Skandinavien kommt er sogar in den Küstenregionen vor.

## Lebensweise
Der Weißbindige Mohrenfalter hat in der Regel einen zweijährigen Lebenszyklus. Die Flugzeit der Falter erstreckt sich von Mitte Juli bis Ende August.
Das Weibchen des Weißbindigen Mohrenfalters klebt die Eier über dem Boden an Pflanzenteile. Die Art überwintert als fertig entwickelte Eiraupe im Ei. Im darauffolgenden Jahr schlüpfen die Räupchen bereits im zeitigen Frühjahr und wachsen relativ langsam. Die L4-Raupe überwintert wieder und verpuppt sich im Frühjahr.
Sonderegger (2005) fand in der Schweiz die Raupen vor allem an Wald-Segge (Carex sylvatica) und Moor-Blaugras (Sesleria caerulea), selten an Hainsimsen (Luzula) und Nickendem Perlgras (Melica nutans). Bellmann nennt Blaues Pfeifengras (Molinia caerulea), Schaf-Schwingel (Festuca ovina) und Kalk-Blaugras (Sesleria albicans) und „andere Süßgräser“. Forster & Wohlfahrt (1955) nennen Blutrote Fingerhirse (Digitaria sanguinalis) und Flattergras (Milium effusum) als weitere Raupennahrungspflanzen.

## Gefährdung und Schutz
Der Weißbindige Mohrenfalter befindet sich in Deutschland auf der Vorwarnliste (V) der Roten Liste gefährdeter Tierarten.

## Taxonomie
Erebia ligea wird heute in zahlreiche Unterarten unterteilt, deren Status und regionale Verbreitung z. T. unklar sind:
- Erebia ligea ligea (Linnaeus, 1758), die Nominatunterart in Skandinavien
- Erebia ligea carthusianorum Fruhstorfer, 1909, Alpen, mitteleuropäische Mittelgebirge[2][5]
- Erebia ligea kamensis Krulikovsky, 1909, im Ural-Gebirge (mit Ausnahme des polaren Anteils) und in Westsibirien bis zum Sajangebirge
- Eerebia ligea dovrensis Strand, 1902, Südskandinavien, Status?
- Erebia ligea eumonia Ménétries, 1859 (inkl. E. l. kamtschadalis Goltz, 1932, E. l. koreana Matsurama, 1928, E. l. koreana ab. hakutozana Matsurama, 1928 und z. T. E. ligea ajanensis auct., non Ménétries, 1859), TL: Sowetskaja Gawan, Ostsibirien, Russischer Ferner Osten, Mongolei, Nord- und Nordostchina, Korea[9]
- Erebia ligea herculeana Warren, 1931, Bosnien-Herzegowina[10], Status?
- Erebia ligea takanonis Matsumura, 1909 (inkl. E. l. kisokomana Murayama, 1964), Honshu, Japan[9]
- Erebia ligea sachaliensis Matsumura, 1928, Sachalin, Russland[9]
- Erebia ligea rishirizana Matsumura, 1928, Hokkaido, Japan[9]
- Erebia ligea lapponica Henriksen, 1982, Nördliches Fennoskandien[11], Status?
- Erebia ligea nikostrate Fruhstorfer, 1909, Rumänien[12]

Gelegentlich wurden auch Erebia ajanensis Ménétries, 1857 und Erebia arsenjevi Kurentzov, 1950 als Unterarten von Erebia ligea aufgefasst. Inzwischen ist E. ajanensis wieder als eigenständige Art anerkannt, und arsenjevi Kurentzov, 1950 wird als Unterart von Erebia ajanensis aufgefasst.